# Енглески овчар
Енглески овчар је раса пастирских паса из Сједињених америчких држава.

## Опис
Енглески овчар је раса паса средње величине, тежак је између 18 и 29 кг и висок између 46 и 58 цм, мужјаци су обично већи од женки. Раса има дугу, равну или таласасту дуплу длаку са перјем на ногама и репу, традиционално има четири различите комбинације боја, црно-белу, црно-смеђу, смеђу и белу или тробојну (црну, белу и жуту), иако се у раси такође виде нијансе жуте боје и црвеносмеђе до беле. Према стандарду расе, длака може бити равна, таласаста или коврџава, осим на лицу, лобањи и предњим странама ногу где је кратка и глатка.
Длака обично није предугачка и може се увијати или бити равна. У сваком случају, испод длаке постоји одлична густа врста подлака. Пси се добро сналазе у лошим временским условима.
Британски овчар не изгледа превелик, мањи је од осталих овчарских паса. Одликује се складном пропорционалном поставом, њен поглед је интелигентан, проницљив.

## Историја
Преци енглеског овчара били су шкотски овчари различитих типова које су у Нови свет донели рани досељеници из Британије и Ирске, јер као такви дели порекло са модерним Бордер Коли, Роуг Коли и Аустралијским овчарима. Преци енглеског овчара су били у великој мери коришћени на фармама широм источних држава, углавном као чувар оваца и говеда, иако је такође обављао улоге пса чувара, ратера и пратиоца.
Уједињени кинолошки савез (УКЦ) региструје енглеске овчаре од 1927. године, првобитно УКЦ је ову расу звао амерички фармски овчар, али ју је 2003. преименовао у енглески овчар. Амерички кинолошки клуб није признао расу.
Енглески овчар се такође назива пастирски пас, његове претке су Римљани донели у Енглеску у давна времена. Употреба расе је била заштитна, помагали су у праћењу стада говеда. Постепено, досељеници су превезли псе на амерички континент, где су их локални фармери волели. Сврха узгоја расе је била специфична - заштита стада и фарми. Због тога су квалитети паса били веома цењени и коришћени у селекцији. Радне квалитете су побољшани гени шелтија, шкотског овчара и других овчарских раса.
Тридесетих година 20. века, раса енглеског овчара је регистрована од стране међународних организација водича паса. Такође је запажена као једна од најдаровитијих сточарских врста.

## Карактер и понашање
По природи, "Енглеска" је веома пријатељска, друштвена, вољно комуницира чак и са странцима. Она не жури, не уједа. Лојалност ове расе је невероватна, пас прати власника не само послушно, већ и са задовољством. Енглескиње се према деци односе са топлином и радозналошћу, добро се слажу.
Овчарски пси веома воле дрвеће, штавише, толико су спретни да се са задовољством пењу на њих. Овај невероватни пас може чак и да се попне на врх дрвета, желећи да зграби птицу или веверицу, на пример. Упркос свом мирном расположењу, одличан је чувар који ће бранити територију која му је поверена од било ког непријатеља.